# Willy Geurts
Willy Geurts (ur. 30 stycznia 1954 w Hasselt) – belgijski piłkarz grający na pozycji napastnika. Był reprezentantem Belgii.

## Kariera klubowa
Swoją karierę piłkarską Geurts rozpoczął w 1966 roku w juniorach klubu Hoeselt VV. W sezonie 1974/1975 zadebiutował w tym klubie w trzeciej lidze belgijskiej. W 1976 roku przeszedł do pierwszoligowego Royalu Antwerp FC. W zespole z Antwerpii występował przez cztery sezony.
Latem 1980 Geurts przeszedł do Anderlechtu. W sezonie 1980/1981 wywalczył z nim mistrzostwo Belgii, a w sezonie 1981/1982 został wicemistrzem tego kraju. W 1982 roku przeszedł do Standardu Liège, z którym w sezonie 1982/1983 sięgnał po tytuł mistrzowski.
W 1983 roku Geurts trafił do drugoligowego KFC Winterslag. Z kolei w latach 1984-1986 grał w pierwszoligowym RFC Liège. W latach 1986–1988 występował w klubie FC Assent, w drugiej lidze, a w sezonie 1988/1989 był piłkarzem innego drugoligowca, KTH Diest. W 1989 roku przeszedł do czwartoligowego Prayon FC, w którym w 1991 roku zakończył karierę.
| Sezon   | Klub             | Kraj   | Rozgrywki   | Mecze | Gole |
| ------- | ---------------- | ------ | ----------- | ----- | ---- |
| 1974/75 | Hoeselt VV       | Belgia | Division 3B | ?     | ?    |
| 1975/76 | Hoeselt VV       | Belgia | Division 3B | ?     | ?    |
| 1976/77 | Royal Antwerp FC | Belgia | Division 1  | 17    | 10   |
| 1977/78 | Royal Antwerp FC | Belgia | Division 1  | 31    | 20   |
| 1978/79 | Royal Antwerp FC | Belgia | Division 1  | 33    | 13   |
| 1979/80 | Royal Antwerp FC | Belgia | Division 1  | 33    | 11   |
| 1980/81 | RSC Anderlecht   | Belgia | Division 1  | 24    | 11   |
| 1981/82 | RSC Anderlecht   | Belgia | Division 1  | 30    | 12   |
| 1982/83 | Standard Liège   | Belgia | Division 1  | 22    | 4    |
| 1983/84 | KFC Winterslag   | Belgia | Division 2  | ?     | 19   |
| 1984/85 | RFC Liège        | Belgia | Division 1  | 34    | 14   |
| 1985/86 | RFC Liège        | Belgia | Division 1  | 32    | 10   |
| 1986/87 | FC Assent        | Belgia | Division 2  | ?     | ?    |
| 1987/88 | FC Assent        | Belgia | Division 2  | ?     | ?    |
| 1988/89 | KTH Diest        | Belgia | Division 2  | 26    | 9    |
| 1989/90 | Prayon FC        | Belgia | IV liga     | ?     | ?    |
| 1990/91 | Prayon FC        | Belgia | IV liga     | ?     | ?    |

## Kariera reprezentacyjna
W reprezentacji Belgii Geurts zadebiutował 22 maja 1978 w wygranym 1:0 towarzyskim meczu z Austrią, rozegranym w Charleroi i w debiucie strzelił gola. Grał w eliminacjach do Euro 80. Od 1978 do 1982 rozegrał w kadrze narodowej 6 meczów i strzelił 1 gola.